# Бирлібешоая
Бирлібешоая (рум. Bârlibășoaia) — село у повіті Муреш в Румунії. Входить до складу комуни Албешть.
Село розташоване на відстані 228 км на північний захід від Бухареста, 34 км на південний схід від Тиргу-Муреша, 108 км на південний схід від Клуж-Напоки, 92 км на північний захід від Брашова.